# Martin Schmidt
Martin Schmidt (ur. 12 kwietnia 1967 w Naters) – szwajcarski trener piłkarski.

## Kariera
Schmidt karierę rozpoczął w amatorskim FC Raron, gdzie najpierw prowadził rezerwy, a potem był szkoleniowcem pierwszej drużyny. Następnie trenował rezerwy zespołu FC Thun, a także rezerwy niemieckiego 1. FSV Mainz 05. W lutym 2015 został szkoleniowcem pierwszej drużyny Mainz. W Bundeslidze zadebiutował 21 lutego 2015 w wygranym 3:1 meczu z Eintrachtem Frankfurt.